# Théorème de prolongement de M. Riesz
Pour les articles homonymes, voir Théorèmes de Riesz.
Le théorème de prolongement de M. Riesz a été démontré par le mathématicien Marcel Riesz lors de son étude du problème des moments.

## Formulation
Dans un espace vectoriel réel E, soient F un sous-espace vectoriel et K un cône convexe.
Une forme linéaire
{\displaystyle \varphi :F\to \mathbb {R} }
est dite K-positive si
{\displaystyle \forall x\in K\cap F,\quad \varphi (x)\geq 0.}
Un prolongement K-positif de φ est une forme linéaire
{\displaystyle \psi :E\to \mathbb {R} \quad {\text{telle que}}\quad \psi |_{F}=\varphi \quad {\text{et}}\quad \forall x\in K,~\psi (x)\geq 0.}

Il n'en existe pas toujours : déjà en dimension 2, pour 
φ n'a pas de prolongement K-positif.

Cependant, une condition suffisante d'existence d'un prolongement K-positif est : 

## Démonstration
Par récurrence transfinie, il suffit de considérer le cas E = F⊕ℝy.

Dans ce cas, étendre linéairement φ : F → ℝ en ψ : E → ℝ revient à choisir un réel a et à poser 

En considérant les f +λ y qui appartiennent à K et en distinguant deux cas suivant le signe de λ, la condition sur a pour que la K-positivité de φ se transmette à ψ s'écrit alors : 
(Remarquons que comme y et –y appartiennent à E = K + F = K – F par hypothèse, les deux ensembles φ((y – K)∩F) et φ((y + K)∩F) sont non vides, si bien que la borne supérieure du premier appartient à ]–∞, +∞] et la borne inférieure du second à [–∞, +∞[.)
Le choix d'un tel réel a est donc possible dès que
et cette condition est assurée par la K-positivité de φ car sous les hypothèses ci-dessus, le vecteur f ' – f appartient à F∩K.

## Corollaire: théorème de prolongement deKrein
Dans un espace vectoriel réel E, soient K un cône convexe et x un vecteur tel que
Alors il existe sur E une forme linéaire K-positive ψ telle que ψ(x) = 1.